# أغبلاغ عليا (تكاب)
أغبلاغ عليا هي قرية في مقاطعة تكاب، إيران. يقدر عدد سكانها بـ 212 نسمة بحسب إحصاء 2016.